# Gare de Thomery
Gare de Thomery vasútállomás Franciaországban, Thomery településen.

## Vasútvonalak
Az állomást az alábbi vasútvonalak érintik:
- Párizs–Marseille-vasútvonal

## Kapcsolódó állomások
A vasútállomáshoz az alábbi állomások vannak a legközelebb:
- Gare de Fontainebleau - Avon (Paris Gare de Lyon, Line R)
- Gare de Moret - Veneux-les-Sablons (Gare de Montereau, Gare de Montargis, Line R)